# Nortriptilină
Imipramina este un medicament antidepresiv din clasa antidepresivelor triciclice și este utilizat în tratamentul depresiei majore și a altor afecțiuni precum ADHD și durerea neuropată. Calea de administrare disponibilă este cea orală.
Molecula a fost aprobată pentru uz medical în Statele Unite ale Americii în anul 1964.